# Augustin du Paz
Augustin du Paz (mort à Quimperlé le 29 décembre 1631) est un religieux et historiographe breton du XVIIe siècle.

## Biographie
Augustin du Paz est un religieux dominicain, prieur en 1592 du couvent de Notre-Dame-de-Bonnes-Nouvelles de Rennes, docteur en théologie de l'université de Nantes. Il est connu pour avoir écrit et publié en 1619 chez l'éditeur parisien Nicolas Buon sa célèbre  « Histoire généalogique de plusieurs maisons illustres de Bretagne. Enrichie des armes et blasons d'icelles, de diverses fondations d'abbayes & de prieurez, & d'une infinité de recherches ignorées jusques à ce temps & grandement utiles pour la cognoissance de l'Histoire » suivi de « L'histoire chronologique des evesques de tous les diocèses de Bretagne ». 
En fait cet ouvrage qui sert de référence en ce qui concerne la Bretagne jusqu'au XIXe siècle et a été utilisé  notamment par Charles d'Hozier et ses successeurs, concerne surtout les généalogies de familles de Haute-Bretagne, la Basse-Bretagne étant totalement absente de son ouvrage peut-être parce que la mort ne lui pas permis de composer le second tome qu'il avait initialement projeté. Il a également publié à Rennes en 1629 une « Généalogie de la Maison de Molac ».

## Œuvre
- Histoire généalogique sur Google Books.